# Scott Sanderson
Pour les articles homonymes, voir Sanderson.
Scott Douglas Sanderson (né le 22 juillet 1956 à Dearborn (Michigan, États-Unis) et mort le 11 avril 2019 à Lake Forest (Illinois)) est un lanceur droitier américain de baseball ayant joué dans les Ligues majeures de 1978 à 1996. 

## Carrière
Joueur à l'université Vanderbilt de Nashville au Tennessee, Scott Sanderson est un choix de troisième tour des Expos de Montréal en 1977. Il fait ses débuts avec les Expos le 6 août 1978 comme lanceur partant face aux Cubs, à Chicago. Il remporte sa première victoire dans le baseball majeur le 2 septembre suivant à San Diego, face aux Padres, alors qu'il retire neuf adversaires sur des prises en six manches et deux tiers lancées. Avec une moyenne de points mérités de 2,51 et 50 retraits sur des prises en 61 manches au monticule à sa première demi-saison, Scott Sanderson s'annonce comme l'un des lanceurs partants les plus fiables des Expos pour plusieurs saisons. Il endosse l'uniforme montréalais jusqu'en 1983, remportant 56 victoires, au 8e rang de l'histoire de la franchise. Il connaît ses meilleures saisons en 1980 avec 16 victoires et une moyenne de points mérités de 3,11, puis en 1981 alors qu'il gagne 9 parties et maintient une moyenne de 2,95 dans une saison écourtée par une grève des joueurs. En 1981, il effectue un départ en séries éliminatoires dans la Série de divisions que les Expos remportent sur les Phillies de Philadelphie, sans toutefois être impliqué dans la décision. À deux reprises, Sanderson lance plus de 200 manches par saison pour Montréal et accumule les retraits sur trois prises avec régularité, se classant notamment troisième dans la Ligue nationale pour le nombre de retraits de la sorte par 9 manches lancées lors de la saison 1979.
Après six saisons à Montréal, Sanderson est échangé aux Cubs de Chicago le 7 décembre 1983 dans une transaction à trois clubs impliquant aussi les Padres de San Diego. Les Expos reçoivent le lanceur gaucher Gary Lucas de San Diego en retour de Sanderson.
Le droitier Sanderson passe six saisons à Chicago, aidant l'équipe à remporter le championnat de la division Est en 1984 et 1989. Après avoir maintenu sa moyenne sous les 3 points mérités accordés par partie à ses deux premières années avec les Cubs, il voit celle-ci grimper au-dessus des 4,00 avant de l'abaisser à 3,94 à sa dernière année (1989), où il remporte 11 matchs, son plus haut total avec cette équipe. Il effectue un court départ, sans se voir créditer de la défaite, en Série de championnat 1984 de la Ligue nationale contre San Diego, puis une présence comme lanceur de relève en Série de championnat 1989, perdue par les Cubs devant San Francisco.
Devenu agent libre, Sanderson rejoint les champions en titre de la Série mondiale, les Athletics d'Oakland, pour la saison 1990. Le passage à la Ligue américaine au sein de cette équipe de premier plan relance sa carrière. Le vétéran remporte à son unique saison à Oakland 17 parties, son record dans les majeures, en 34 départs. Il effectue deux sorties comme releveur en Série mondiale 1990 mais les Athletics perdent ces deux matchs face aux Reds de Cincinnati.
Sanderson rejoint les Yankees de New York pour qui il joue en 1991 et 1992. Il présente des fiches victoires-défaites de 16-10 et 12-11. À la mi-saison 1991, il obtient sa seule sélection en carrière aux matchs des étoiles.
Il amorce 1993 chez les Angels de la Californie avant d'être réclamé au ballottage par les Giants de San Francisco en cours de saison. Après avoir remporté 8 de ses 12 décisions pour les White Sox de Chicago en 1994, il termine sa carrière par de brèves présences pour les Angels de la Californie en 1995 et 1996.
Scott Sanderson a disputé 472 parties dans les Ligues majeures de baseball, dont 407 comme lanceur partant. Il a entre autres joué 160 matchs pour les Cubs et 149 pour les Expos. Sa fiche en carrière montre 163 victoires contre 143 défaites avec 43 matchs complets, 14 blanchissages et une moyenne de points mérités de 3,84.  Il compte 1611 retraits sur des prises en 2561,2 manches au monticule. Sa moyenne est plus élevée (5,73) en 11 manches lancées dans cinq matchs éliminatoires pour Montréal, les Cubs et Oakland. Reconnu pour sa capacité à lancer un grand nombre de manches par saison, Sanderson est aussi avare de but-sur-balles durant sa carrière : il n'en accorde que 625 en 19 années, soit une moyenne d'à peine 32,9 par saison.
Il devient agent de joueurs après sa carrière de baseballeur.